# Europa-Mannschaftsmeisterschaft im Schach 1961

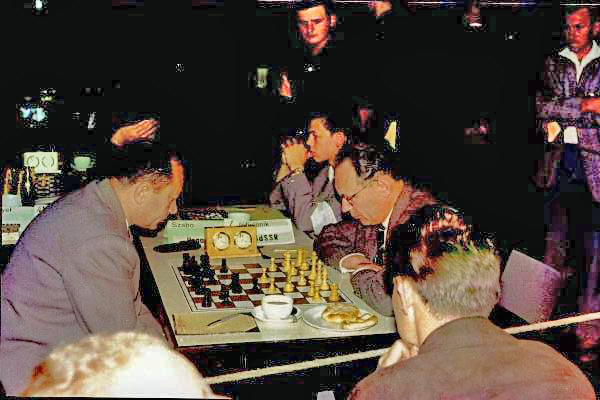
László Szabó – Michail Botwinnik bei der Europa-Mannschaftsmeisterschaft in Oberhausen 1961

Die 2. Europa-Mannschaftsmeisterschaft im Schach fand vom 20. Juni bis 2. Juli 1961 in Oberhausen statt und war ein Mannschaftswettbewerb der stärksten Nationalteams aus Europa.
Das Turnier wurde von der Sowjetunion gewonnen. Die UdSSR meldete folgende Mannschaft: Botwinnik, Tal, Keres, Petrosjan, Kortschnoi, Geller, Smyslow, Polugajewskij, Taimanow, Furman, Kotow, Tolusch und Bagirow.

## Qualifikation
Insgesamt hatten 15 Mannschaften für den Wettbewerb gemeldet. Die beiden Erstplatzierten der Mannschaftseuropameisterschaft 1957, Sowjetunion und Jugoslawien, waren direkt für die Endrunde teilnahmeberechtigt, die übrigen Mannschaften wurden in vier Qualifikationsgruppen eingeteilt, deren Sieger sich für die Endrunde qualifizierten.

### Gruppe 1
In Gruppe 1 sollten Spanien, die Schweiz und Norwegen spielen. Da die Norweger jedoch zurückzogen, trafen am 15. und 16. April 1960 in Genf die Schweiz und Spanien aufeinander. Die Spanier gewannen das Hinspiel mit 6:4, unterlagen im Rückspiel mit 4½:5½ und setzten sich somit in der Gesamtwertung knapp mit 10½:9½ durch.

### Gruppe 2
In Gruppe 2 trafen die Bundesrepublik Deutschland, Schweden und Finnland aufeinander. Die Wettkämpfe fanden vom 10. bis 15. Januar 1960 in Lidingö statt und sahen die deutsche Mannschaft siegreich.
| Land | Mannschaft     | GER | GER | SWE | SWE | FIN | FIN | Punkte |
| ---- | -------------- | --- | --- | --- | --- | --- | --- | ------ |
| GER  | BR Deutschland |     |     | 6   | 5   | 5½  | 7   | 23,5   |
| SWE  | Schweden       | 4   | 5   |     |     | 4   | 6½  | 19,5   |
| FIN  | Finnland       | 4½  | 3   | 6   | 3½  |     |     | 17     |

### Gruppe 3
In Gruppe 3 spielten die Mannschaften der Tschechoslowakei, der Deutschen Demokratischen Republik, Polens und Österreichs. Die Wettkämpfe fanden im August 1960 in Halle (Saale) statt, Sieger wurde die Tschechoslowakei.
| Land | Mannschaft                      | CSR | CSR | GDR | GDR | POL | POL | AUT | AUT | Punkte |
| ---- | ------------------------------- | --- | --- | --- | --- | --- | --- | --- | --- | ------ |
| CSR  | Tschechoslowakei                |     |     | 5½  | 5   | 7   | 6½  | 7½  | 6   | 37,5   |
| GDR  | Deutsche Demokratische Republik | 4½  | 5   |     |     | 7½  | 5½  | 5   | 7½  | 35     |
| POL  | Polen                           | 3   | 3½  | 2½  | 4½  |     |     | 7½  | 7½  | 28,5   |
| AUT  | Österreich                      | 2½  | 4   | 5   | 2½  | 2½  | 2½  |     |     | 19     |

Das Aufgebot der DDR umfasste Wolfgang Uhlmann, Wolfgang Pietzsch, Burkhard Malich, Werner Golz, Reinhart Fuchs, Sieghart Dittmann, Lothar Zinn, Dieter Bertholdt, Fritz Baumbach, Bernd Weber, Heinz Liebert und Jürgen Mädler.

### Gruppe 4
In Gruppe 4 spielten Ungarn, Bulgarien und Rumänien. Im Gegensatz zu den übrigen Qualifikationsgruppen fanden die Wettkämpfe dezentral statt. Die Wettkämpfe zwischen Ungarn und Bulgarien wurden am 11. und 12. Oktober 1959 in Budapest gespielt, die Wettkämpfe zwischen Rumänien und Ungarn vom 10. bis 12. April 1960 in Bukarest und die Wettkämpfe zwischen Bulgarien und Rumänien vom 23. bis 25. April in Sofia. Die ungarische Mannschaft setzte sich gegen beide Konkurrenten durch und qualifizierte sich damit für die Endrunde.
| Land | Mannschaft | HUN | HUN | BUL | BUL | ROM | ROM | Punkte |
| ---- | ---------- | --- | --- | --- | --- | --- | --- | ------ |
| HUN  | Ungarn     |     |     | 8   | 5   | 5½  | 7   | 25,5   |
| BUL  | Bulgarien  | 2   | 5   |     |     | 5   | 6   | 18     |
| ROM  | Rumänien   | 4½  | 3   | 5   | 4   |     |     | 16,5   |

## Allgemeines
Die Europäische Mannschaftsmeisterschaft im Schach fand nach dem Turnier 1957 in Baden bei Wien zum zweiten Mal statt. Austragungsort in Oberhausen war das Evangelische Gemeindehaus, der Organisator war Alfred Schlya. Als Schiedsrichter fungierten Alois Nagler und Wilhelm Pohl.
Die sechs qualifizierten Zehnermannschaften trugen ein doppelrundiges Turnier aus. Für die Rangliste zählten die Brettpunkte. Die Bedenkzeit betrug 150 Minuten für 40 Züge, danach jeweils eine Stunde für 16 Züge.
Die Mannschaft der Sowjetunion gewann sämtliche zehn Kämpfe und war damit Europameister, während die deutsche Mannschaft neun Kämpfe verlor und nur einen unentschieden halten konnte. Eine bekannte Partie war der Sieg Wolfgang Unzickers gegen Michail Botwinnik, der kurz zuvor im Revanchewettkampf gegen Michail Tal den Weltmeistertitel zurückerobert hatte.
Im Kampf um den begehrten zweiten Platz hatten die Ungarn bis zur letzten Runde geführt, verloren dann jedoch hoch gegen Jugoslawien.
Das Schach-Echo brachte eine Nachlese zur Meisterschaft.

## Endstand als Kreuztabelle
| Land | Mannschaft       | URS | URS | YUG | YUG | HUN | HUN | CSR | CSR | GER | GER | ESP | ESP | Punkte |
| ---- | ---------------- | --- | --- | --- | --- | --- | --- | --- | --- | --- | --- | --- | --- | ------ |
| URS  | Sowjetunion      |     |     | 6½  | 7   | 6½  | 7   | 7½  | 8½  | 7   | 8   | 9   | 7½  | 74,5   |
| YUG  | Jugoslawien      | 3½  | 3   |     |     | 5   | 8   | 6   | 5½  | 6½  | 6½  | 7½  | 7   | 58,5   |
| HUN  | Ungarn           | 3½  | 3   | 5   | 2   |     |     | 8½  | 4½  | 6½  | 5½  | 8   | 6½  | 53,0   |
| CSR  | Tschechoslowakei | 2½  | 1½  | 4   | 4½  | 1½  | 5½  |     |     | 6   | 5   | 6½  | 4   | 41,0   |
| GER  | BR Deutschland   | 3   | 2   | 3½  | 3½  | 3½  | 4½  | 4   | 5   |     |     | 4½  | 4   | 37,5   |
| ESP  | Spanien          | 1   | 2½  | 2½  | 3   | 2   | 3½  | 3½  | 6   | 5½  | 6   |     |     | 35,5   |

## Beste Brettergebnisse

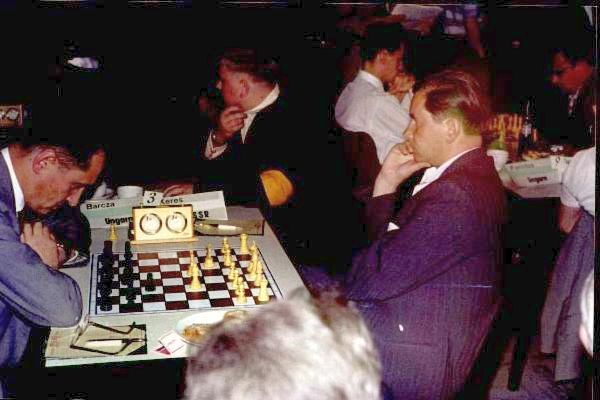
Gedeon Barcza – Paul Keres bei der Europa-Mannschaftsmeisterschaft in Oberhausen 1961

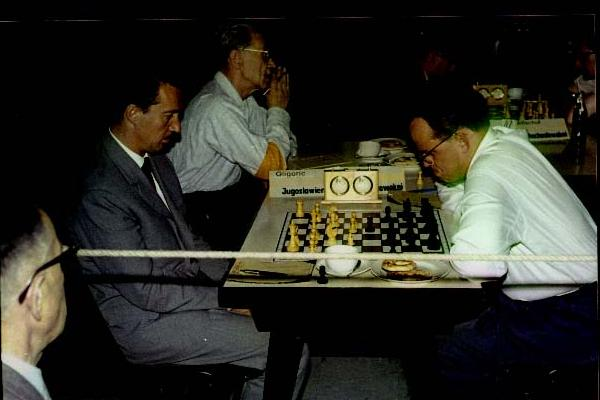
Svetozar Gligorić – Luděk Pachman bei der Europa-Mannschaftsmeisterschaft in Oberhausen 1961, links vorne der Kopf von Max Euwe

| Br | Spieler                  | Land | Ergebnis  |
| -- | ------------------------ | ---- | --------- |
| 1  | Michail Botwinnik        | URS  | 6 aus 9   |
| 2  | Lajos Portisch           | HUN  | 6½ aus 10 |
| 3  | Paul Keres               | URS  | 6 aus 8   |
| 4  | Tigran Petrosjan         | URS  | 6 aus 8   |
| 5  | Wassili Smyslow          | URS  | 8 aus 9   |
| 6  | Viktor Kortschnoi        | URS  | 8½ aus 9  |
| 7  | Dragoljub Ćirić          | YUG  | 6½ aus 9  |
| 7  | Efim Geller              | URS  | 6½ aus 9  |
| 8  | Mark Taimanow            | URS  | 7½ aus 9  |
| 9  | Lew Polugajewski         | URS  | 6½ aus 9  |
| 10 | Jindrich Trapl           | ČSSR | 6½ aus 9  |
| 1r | Francisco Ballbé Anglada | ESP  | 6½ aus 8  |
| 2r | Božidar Duraševic        | YUG  | 6 aus 8   |

## Spieler der Sowjetunion

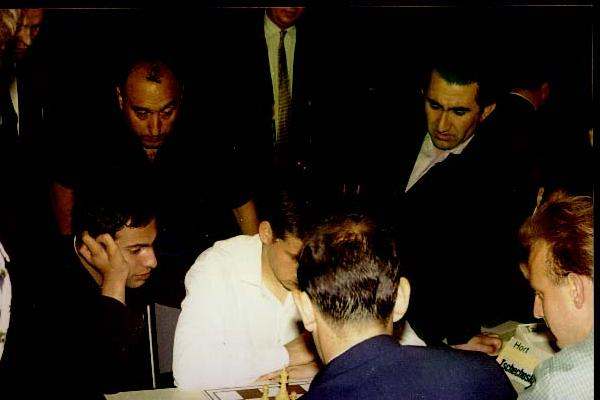
Michail Tal (links) und Tigran Petrosjan (rechts oben), sowie Vlastimil Hort (weißes Hemd) bei der Europa-Mannschaftsmeisterschaft in Oberhausen 1961. Vorn der Rücken von Aleksandar Matanović, Gegner von Hort, und rechts Josef Maršálek. Im Hintergrund steht der große Wladimir Bagirow.

| Br | Spieler           | Ergebnis |
| -- | ----------------- | -------- |
| 1  | Michail Botwinnik | 6 aus 9  |
| 2  | Michail Tal       | 5½ aus 9 |
| 3  | Paul Keres        | 6 aus 8  |
| 4  | Tigran Petrosjan  | 6 aus 8  |
| 5  | Wassili Smyslow   | 8 aus 9  |
| 6  | Viktor Kortschnoi | 8½ aus 9 |
| 7  | Efim Geller       | 6½ aus 9 |
| 8  | Mark Taimanow     | 7½ aus 9 |
| 9  | Lew Polugajewski  | 6½ aus 9 |
| 10 | Semjon Furman     | 4 aus 7  |
| 1r | Alexander Tolusch | 4½ aus 6 |
| 2r | Wladimir Bagirow  | 5½ aus 8 |

## Bundesdeutsche Spieler
| Br | Spieler           | Ergebnis |
| -- | ----------------- | -------- |
| 1  | Wolfgang Unzicker | 6 aus 10 |
| 2  | Lothar Schmid     | 4½ aus 7 |
| 3  | Klaus Darga       | 3½ aus 5 |
| 4  | Rudolf Teschner   | 4 aus 10 |
| 5  | Paul Tröger       | 2½ aus 8 |
| 6  | Gerhard Pfeiffer  | 5 aus 10 |
| 7  | Theo Schuster     | 1½ aus 9 |
| 8  | Max Eisinger      | 2 aus 9  |
| 9  | Walter Niephaus   | 3 aus 9  |
| 10 | Christian Clemens | 1½ aus 8 |
| 1r | Werner Pesch      | 2 aus 7  |
| 2r | Dieter Weise      | 2 aus 8  |

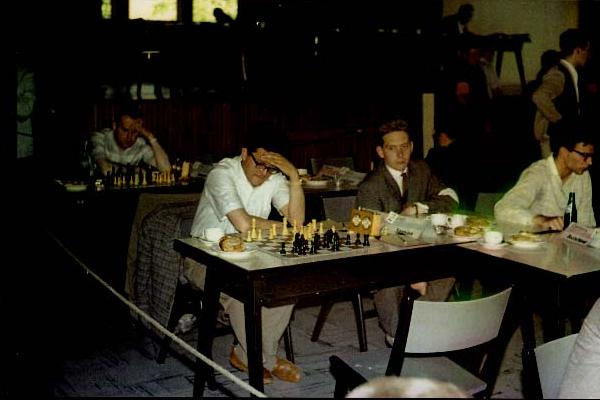
Wolfgang Unzicker (hinten links), Lothar Schmid und Christian Clemens (rechts am Rand) bei der Europa-Mannschaftsmeisterschaft in Oberhausen 1961

In der Qualifikation wurden außerdem Dieter Mohrlok, Wolfram Bialas, Ottokar Martius und Hans-Joachim Hecht eingesetzt.